# Dryobates scalaris
Dryobates scalaris е вид птица от семейство Picidae.

## Разпространение
Видът е разпространен в Белиз, Гватемала, Мексико, Никарагуа, Салвадор, САЩ и Хондурас.